# Adobe InDesign
Adobe InDesign（アドビ インデザイン）は、アドビが販売するDTPソフトウェアである。

## 概要
アドビが販売するDTPソフトの名称。元々は紙媒体の印刷物の版下作成のため、文章や画像などのレイアウトを行うページレイアウトソフトと位置づけられていた。しかしながら最近ではデジタル端末の普及に伴い、HTML5コンテンツや音声や動画なども含まれるデジタルコンテンツの作成も行えるように進化している。
アドビは、以前Adobe PageMakerというDTPソフトを販売していたが、デファクトスタンダードとなった後発のQuarkXPressの牙城を崩すことができなかった。その状況を変えるため、PageMakerでは対応しきれないニーズに応えるため、1999年、自社製品であるAdobe IllustratorやAdobe Photoshopとの強力な連携性を持つInDesignを新たに開発し、投入した。
ライバルであるQuarkXPressのMac OS X対応が遅れる中、Mac OS XおよびOpenTypeフォントに完全対応し、高度な組版能力とデザインの自由度を兼ね備えたAdobe InDesignは大いに話題となり、一定のシェアを獲得した。InDesign CS3(5)以降、日本市場のデファクトスタンダードの地位を着々と築きつつある。
DTPのさきがけとなったPageMakerやInDesignを含め元来はAldus社の製品やプロジェクトであったが、同社との合併により、製品はアドビからリリースされることとなった。当初アドビはAdobe PageMakerをやめてInDesignに移行したわけではなく特徴に応じて使い分けていく、としていたが、InDesign 2.0リリース以降、PageMakerの新規開発は行われず、Mac OS Xに対応したバージョンは開発されなかった。
アドビでは既存のAdobe PageMakerユーザ向けにPMDファイルからInDesign CS1(3)へのファイル変換機能やトレーニングソフトなどを含むAdobe InDesign CS1(3) PageMaker Editionという製品も発売していた。InDesign CS3(5)発売にあたり、PageMaker6.0/6.5/7.0ユーザー向けに、アップグレード価格でInDesign CS3(5)の優待版が販売されていた。優待版とアップグレード版は別々のパッケージで、添付されるシリアル番号が異なる。現在でもPageMaker 7.0ユーザー向けに、アップグレード価格でInDesign CS5(7)の優待版が販売されている（InDesign CS4(6)についてもかつてはこれと同様に、優待版へのアップグレードパスが用意されていた）。
2013年以降、InDesignはAdobe Creative Cloudという、複数のアプリケーションを統合させた協調動作製品の一部である InDesign CC として公開されている。InDesign CCは他のアドビ製デザイン用アプリケーションソフトと同様、プログラムをインターネット経由でダウンロードし、その使用料金を毎月もしくは年単位で支払うことで利用できるサブスクリプション方式で提供されている。

## 特徴
グラフィック処理能力が他のDTPソフトよりも強力。他DTPソフトでは画像を挿入する時にはEPS形式やTIFF形式などのデータでなければならない事が多いが、InDesignではIllustratorやPhotoshopのネイティブデータをそのまま表示、出力することができる。これができるのはほかにCorelDRAW（ただしバージョン形式の対応が遅れる、一部条件で変換に失敗することがある）などしかない。
リンクだけでなく、それらのデータをドラッグ＆ドロップ操作によってInDesignの中に取り込むことも可能。半透明の画像も扱うことができ、ドロップシャドウ処理を施した文字の再編集が容易な点などは、デザイナーの支持を集める要因となっている。
日本語版のCS2(4)・CS3(5)・CS4(6)では「SING外字ソリューション」（外字作成機能）が存在し、Illustratorで作成した自作の外字（グリフレット）を、コンバートソフトのSING Glyphlet Managerで文字として認識させ、InDesignに追加することができるようになっていた。Adobe-Japan1-6規格（2万3058グリフ）のOpenTypeフォントのラインナップの充実やこの最新文字セット規格の定着により、この機能の意義が薄れ、CS5(7)以降はこの機能が削除された。CS5(7)ではCS4(6)で作成した、SING Glyphlet Managerで文字として認識させたファイルの読み込み自体は可能である。
従来、デザイン性の高いレイアウトワークはIllustratorなどで行われることが多かったが、IllustratorはCS5.1(15.1)までのバージョンではページ管理機能を持っていなかったため、複数ページを持つデータの場合には手作業によるページ管理が必要であった。このため制作段階から製版段階に至るまで極めて煩雑でミスを招く原因となっており、そういったレイアウトワークをInDesignで行うことで、手間やミスを減少させることが期待された。なお、IllustratorのCS6(16.0.0)から、ひとつのデータ内で複数のページ（アートボード）を利用することが可能となったため、両ソフトの使い分けに関してユーザの選択により自由度が増している。
また単体でPDFとEPUBの出力が可能なため、オンラインパブリッシングに向けた取り組みの中で注目する動きもある。
特に、CS5.5において、CS5では、EPUB書き出しやHTML書き出しの処理に外部JavaScriptを利用していたのに比べ、C++での内部関数に統合されたほか、アーティクル、オブジェクト書き出し、スタイルマッピングなど、電子出版制作に有効なオブジェクトやプロパティを実装し、これまでの紙ベースでの出版を前提とした組版・レイアウト処理から電子出版へのシフトが顕著となった。

## バージョン
下記記載のリリース時期はアメリカで発売された英語バージョンのもの
- InDesign Ver. 1.0 (コードネーム K2)：1999年8月31日[1]
- InDesign Ver. 1.0J (コードネーム Hotaka)：2001年1月26日[2]
- InDesign Ver. 1.5 (コードネーム Sherpa)：2001年4月1日
- InDesign Ver. 2.0 (コードネーム Annapurna)：2002年1月
- InDesign CS(1) (Ver. 3.0) (コードネーム Dragontail) およびInDesign CS PageMakerエディション：2003年10月
- InDesign CS2 (Ver. 4.0) (コードネーム Firedrake)：2005年5月
- InDesign Server：2005年10月
- InDesign CS3 (Ver. 5.0) (コードネーム Cobalt)：2007年4月
- InDesign CS3 Server：2007年5月
- InDesign CS4 (Ver. 6.0) ：2008年12月
- InDesign CS5 (Ver. 7.0) ：2010年5月[注釈 1]
- InDesign CS5.5 (Ver. 7.5) ：2011年5月
- InDesign CS6 (Ver. 8.0) ：2012年5月
- InDesign CC (Ver. 9.0) ：2013年6月
- InDesign CC 2014 (Ver. 10.0) ：2014年6月
- InDesign CC 2015 (Ver. 11.0) ：2015年6月
- InDesign CC 2017 (Ver. 12.0) ：2016年11月
- InDesign CC 2018.1 (Ver. 13.0): 2017年10月
- InDesign CC 2019 (Ver. 14.0): 2018年10月
- InDesign 2020 (Ver. 15.0): 2019年11月
- InDesign 2021 (Ver. 16.0): 2020年10月
- InDesign 2022 (Ver. 17.0): 2021年10月
- InDesign 2023 (Ver. 18.0): 2022年10月
  - スタイルの自動設定によるテキストの書式設定
  - 効果やフォーマットを失うことなく、Illustrator からのテキストコピー＆ペースト
  - 新しいグラフィックフォーマットへの対応（HEIC、HEIF、WEBP、JP2K）
- InDesign 2024 (Ver. 19.0): 2023年10月
  - Publish Online ダッシュボードによるオンライン公開ドキュメントの分析
  - 「スプレッドを隠す」機能
- InDesign 2024 (Ver. 19.3): 2024年3月
  - ユーザ設定の書き出し、読み込み機能
- InDesign 2024 (Ver. 19.4): 2024年4月
  - 公開前ドキュメントのパスワード保護
- InDesign 2024 (Ver. 19.5): 2024年7月
  - ヒストリーパネルの機能強化
- InDesign 2025 (Ver. 20.0): 2024年10月
  - 生成AIによる画像拡張
  - テキストプロンプトによる画像生成(現時点では 72dpi の Jpeg 画像のみ生成可)
  - コンテキストタスクバーの採用
  - MathML による数式の入力、編集への対応(作成された数式は svg 画像として配置されるため、事前にCMYKでカラーを指定してもRGBに変換される)
  - HTML5パッケージへの書き出し
  - ドキュメントを Adobe Express に書き出し
  - ドキュメントを直接 Creative Cloud に保存、読み込み（ドキュメントの拡張子は .inddc になる）

## 日本語版
Adobe InDesign日本語版は、日本でのニーズに合わせて大規模な改修が行われており、ことに日本語特有の多様な文字組みルールを実現している点で、「日本語ローカライズ製品」というよりも「日本市場用製品」といえる製品に仕上がっている。この点において、日本語処理が実用的なレベルになることが遅れたQuark社のQuarkXPressに先んじたため、日本国内でのシェアを伸ばすことができた。なお、2015年10月時点の両者最新版においても、日本語処理の完成度は、InDesignがQuarkXPressにまさっている。
このソフトはOpenTypeフォントの異体字切り替え機能を駆使することで多数の文字種に対応でき、また日本語組版で要求される（それも出版社によって異なる）複雑なルールに対処できるツールとして、従来のDTPソフト（主にQuarkXPressやPage Makerを指す）や、写研などの電算写植システムからの乗り換えが起きている。
日本語を印刷物として版組するためには、禁則処理や文字組みなど、複数のルールが存在する。それらを処理するために、InDesignでは日本語専用のテキストエンジン（組版エンジン）という処理システムを持っており、これは本体のバージョンアップのたびに改良されている。テキストエンジンが変更されれば、同じ文章であっても組み付けが同じになるとは限らないため、出力結果が異なることがありえる。一般的なソフトウェアでは、バージョンアップしても以前のデータがそのまま利用できる上位互換が保証されることが多いが、上記のような理由から、InDesignでは上位バージョンでのデータの読み込みは保証されるが、出力結果が同一であることは保証されていない。下位互換については、通常のinddという拡張子とは異なる専用の形式で保存することで、直近もしくは数世代前までのバージョンでの読み込みのみ保証されるが、やはりレイアウトの同一性については保証されない。
このため、データの作成者と印刷会社で異なるバージョンを使用しているような場合には、当たり前のようにレイアウトの崩れなどの予期しない出力結果が発生することとなる。そのような状況を避けるため、データの作成に際しては印刷会社と製品のバージョンや使用するフォントについて細かい確認をとっておくことが必須となる。バージョンの移行がこのように簡単には行なえないことから、アドビでは製品のバージョンアップ後1年間は、並行して直前のバージョンを利用することができるとしていた。しかしながら、それ以降も以前のバージョンが必要となる可能性が非常に高いため、利用者の中には製品はバージョンアップではなく、その都度新ライセンスで購入し、古いバージョンの製品も使い続けるという方針を取るところも少なくない。6割近いユーザが複数のバージョンを併用しているという調査結果も出ている。
CS6の発売直後である2012年7月から行われたInDesignの利用バージョンの調査では、最も多く利用されているのはCS4であり、以下CS3、CS5と続き最新バージョンのCS6は10%にも満たない6位という報告もある。この調査結果からは、Creative Suiteに含まれる他のアプリケーションと比べて、InDesignの新バージョンへの移行が遅れていることが読み取れるが、背景には上記のような事情があるものと思われる。
CC 2015が発売された後の2015年9月に行なわれた調査では、メインで使用するバージョンとして最新バージョンであるCC 2015の利用率が2位と順位を上げており、同じくアドビの発売するPhotoshop等と同様、InDesignにおいても最新バージョンを利用するユーザが増えたことがうかがえる。しかしながら、依然として最も利用率が高いのは2012年5月に発売されたCS6であり、CC 2015の利用率の約2倍となっている。また、複数のInDesignのバージョンを併用しているケースで多いのは、2008年12月に発売されたCS4とCS6がほぼ同率となっている。この結果を見ると、この段階においてもInDesignにおける最新バージョンへの移行が遅れているということができる。
CC 2017がリリースされた後の、2016年12月から2017年1月にかけて行われた同じ調査では、以前とは異なる傾向が見られることとなった。この調査で初めて最新バージョンであるCC 2017が、バージョン的には4世代ほど前となるCS6パッケージ版と同率の首位を獲得する結果となった。同時に行なわれた Illustrator や Photoshop 等の他のアドビ製品でも、CC 2017が使用率を上げており、最新バージョンへの移行が比較的早く行なわれる傾向が顕著になってきたと言える。なお、同率首位となったCS6のバージョンが直近でないことについては、このCS6が最後のパッケージ製品となっており、これ以降はサブスクリクション版となっていることが考えられる。つまり、サブスクリクション版への移行を行なっていないユーザが、CS6の使用を続けているということである。これは、同じ調査で検証された、メインとは別に併用するバージョンの調査において、CS6が高い割合となっていることからも推測される。
このような状況下において、公式にはアナウンスはされていなかったものの、プロプライエタリソフトウェアとしてライセンスを1つ所有することで、過去に遡ってすべてのバージョンが使用できるという理解がされていた。しかしながら2019年5月に、ライセンスを所有しているユーザであっても、InDesignであれば最新版であるバージョン14から、最も古いバージョンであっても10までだけが使用可能で、バージョン9以前の製品については、使用を認めないということがアドビより正式にアナウンスされた。

## 日本語版における下位バージョンとの互換性
前述のとおり、日本語版のテキストエンジンの互換性の問題があり、InDesignで作成したドキュメントは、作成したものより下位のバージョンのInDesignでは読み込むことができない。下位バージョンのInDesignで読み込むためには、あらかじめドキュメントを下位バージョンでも読み込める、「InDesign Markup」もしくは「InDesign CS4以降」のいずれかのフォーマット（いずれの場合も拡張子は"IDML"）で保存し、そのファイルを下位バージョンのInDesignで読み込む必要がある。ただし、この方法で読み込みが可能なのは、InDesignのバージョンがCS4以降に限定される。
なお、Adobe Creative Cloudユーザであれば、クラウド上に保存したドキュメントを読み込む場合に限り、CS6以上のバージョンで読み込みを行うと、自動的に使用しているバージョン用に変換されたものを読み込むことができる。
上記のいずれの場合においても、読み込んだInDesignのバージョン以降に追加になった機能に関しては、変更または省略されて読み込まれる。